# Wullebos
Het Wullebos is een natuurgebied nabij de tot de Oost-Vlaamse gemeente Stekene behorende plaats Klein-Sinaai.
Het bos ligt op een voormalige stuifzandrug en is 69 ha groot. De naam komt van wulle wat ransuil betekent. In het bos lopen de Abelebeek en de Wullebosbeek, beide in noordelijke richting. Ook de Papdijk, aangelegd in 1691, loopt door het gebied.
Een dambordpatroon van dreven is zowel in het bos als in het landbouwgebied ten zuiden daarvan aanwezig. Het duidt op ontginningen in de 2e helft van de 18e eeuw. Het landbouwgebied is in de loop van de 19e eeuw ontbost met behoud van de dambordstructuur.
In het gebied ligt het Baggaarthof, waaromtrent tal van spookverhalen de ronde doen.